# 크리스탈 셀레스트 그랜트
크리스탈 셀레스트 그랜트(Crystal Celeste Grant, 1980년 9월 20일 ~ )는 미국의 배우, 텔레비전 배우, 영화배우이다.
휴스턴에서 태어났다.

## 영화
- Kids in America (2005) - 왈랜다 젠킨스 역
- 틴에이지 케이브맨 (2002년)
- 패시픽 블루 (1996년)
- 론머 맨 2 (1996년)